# هيرنهيل
هيرنهيل هي قرية وأبرشية مدنية تقع بين فافيرشام وكانتربري في جنوب شرق إنجلترا. تتضمن الرعية قرى كروكهام، دارجيت، ذا فوستال، لامبيرهيرست، أوكويل، ستابل ستريت، ثريد، ووترهام ووي ستريت.

## الكنائس
خلال الفترة المسيحية الأنجلوسكسونية (منذ 600 بعد الميلاد) كانت هناك كنيسة مسيحية في هيرنهيل، مبنية من الخشب. في عام 1120 استبدلت بكنيسة مبنية من الخشب والحجر ومخصصة للقديس إسطفانوس.

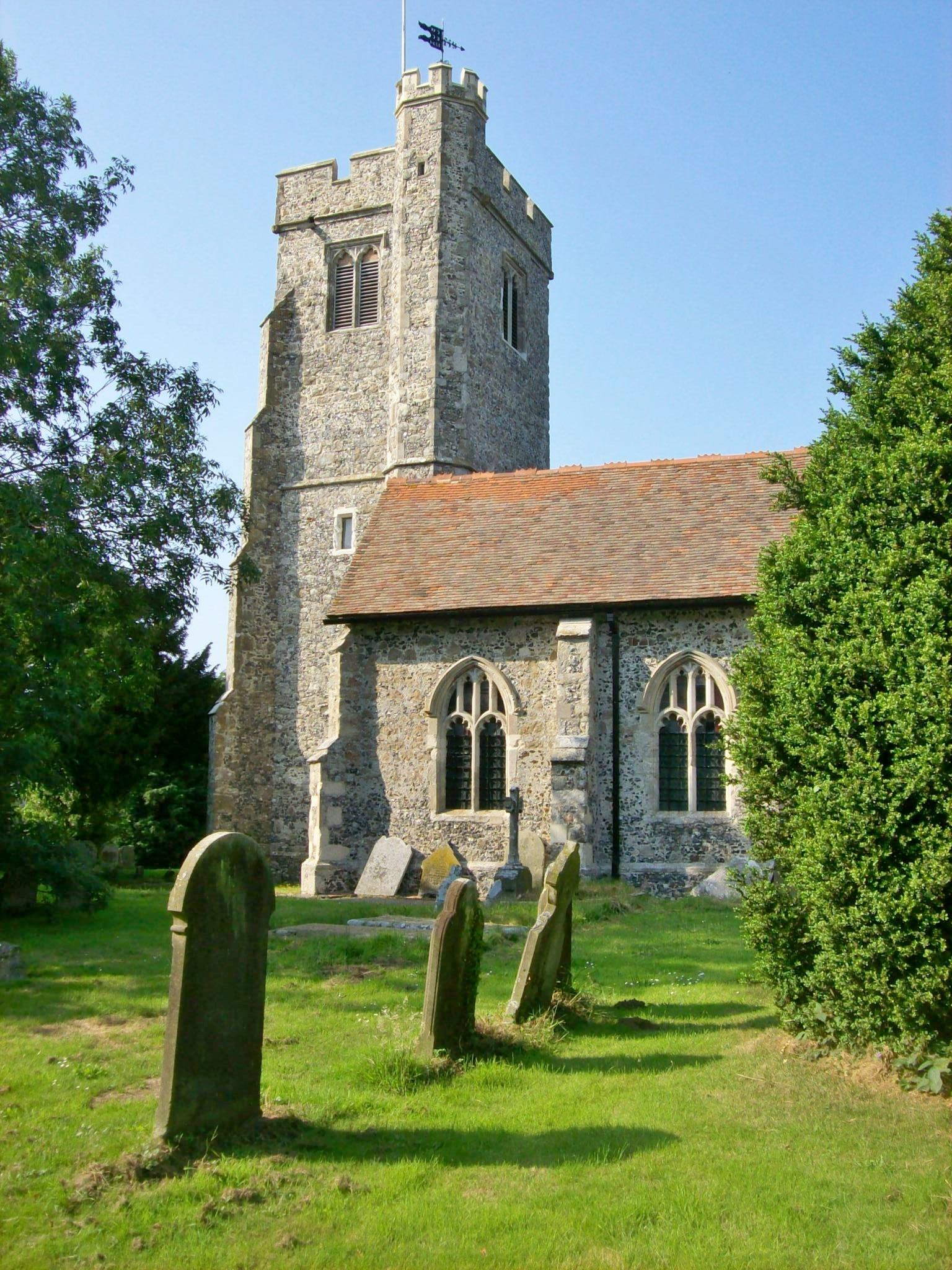
كنيسة القديس ميخائيل

وفي حوالي عام 1450 استبدلت الكنيسة مرة أخرى، وهذه المرة بمبنى كنيسة من الحجر والصوان في نفس الموقع. بُنى هذا المبنى الذي يعود تاريخه إلى القرن الخامس عشر، والمخصص للقديس ميخائيل، ويحتوي على بعض أعمال البناء من المبنى الذي يعود تاريخه إلى القرن الثاني عشر. تتميز كنيسة القديس ميخائيل بتصميمها العمودي وتحتوي على برج مربع به حلقة مكونة من ثمانية أجراس. الباب الرئيسي وباب برج الجرس يعودان إلى القرن الخامس عشر.